# Burg Reinstein

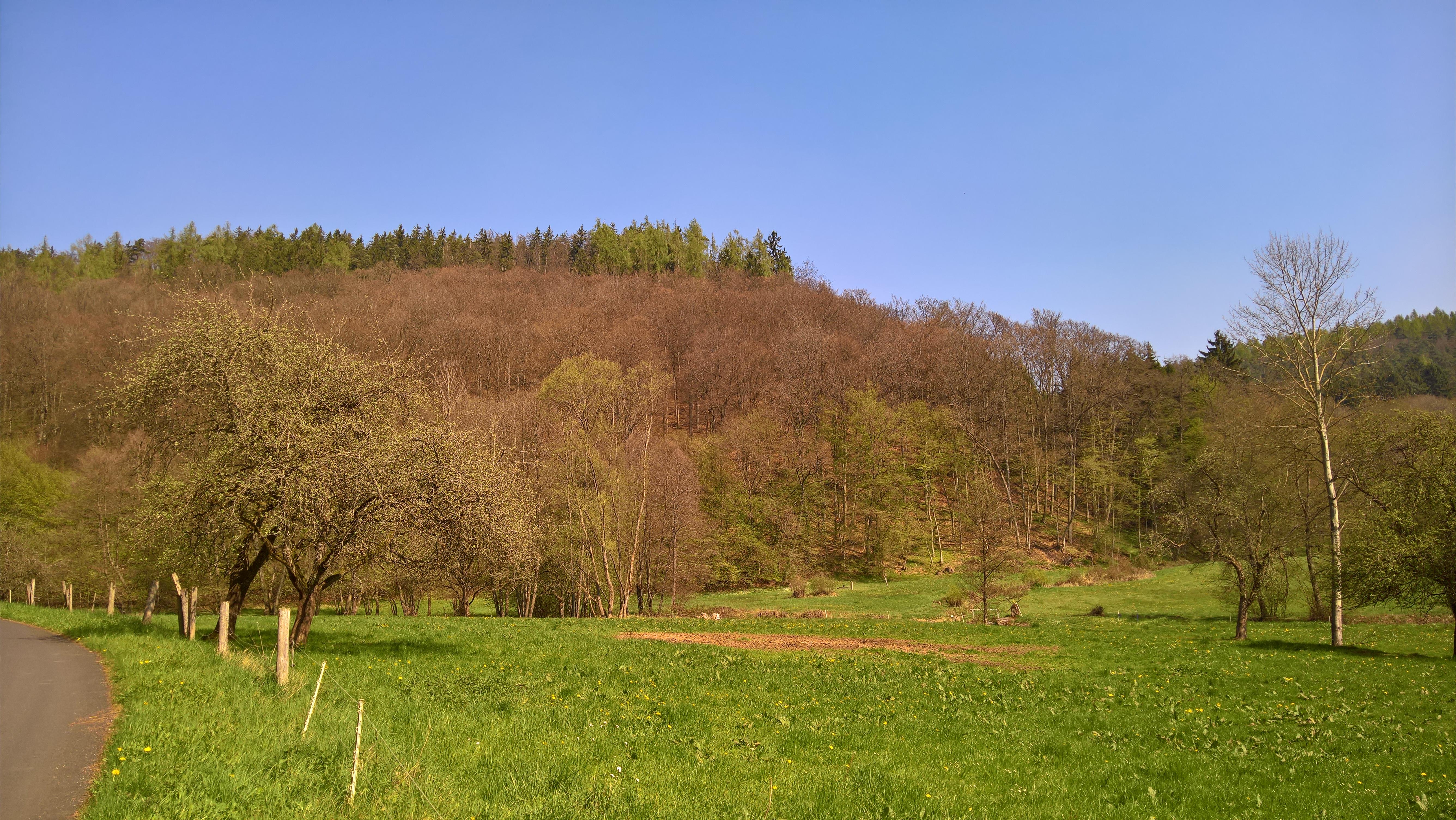
Der Rehberg als Ausläufer ins Haslochtal, Standort des Burgstalles Reinstein

Die Burg Reinstein, auch Schlössle genannt, ist eine abgegangene mittelalterliche Spornburg bei Schollbrunn im Südspessart im Landkreis Main-Spessart in Bayern. In der Tafel des Spessartrundweges Haseltal des Archäologischen Spessartprojekts wird sie als Typ einer Turmhügelburg (Motte) beschrieben und in das 12. bzw. 13. Jahrhundert gelegt. Der Burgstall ist ein Bodendenkmal nach der Bayerischen Denkmalliste, die auf Basis des bayerischen Denkmalschutzgesetzes vom 1. Oktober 1973 erstellt wurde.

## Lage
Die Burg befand sich auf dem südlichen Bergsporn des Rehbergs bei 315 m ü. NN in der heutigen Schollbrunner Gemarkung (ehemals Michelriether Forst) oberhalb des Tals des Haslochbachs nördlich der Nickelsmühle und östlich der Schreckenmühle. Das Gebiet wird auch als Stockenhainer Wald bezeichnet. Ihre Lage lässt den Burgstall eher als ehemalige Spornburg ansprechen.

## Geschichte
Die vermutlich im 13. Jahrhundert erbaute Burg war wohl die Stammburg der Herren von Reinstein, einem Ministerialengeschlecht des Hochstifts Würzburg (12. bis ins 16. Jahrhundert), das sich auch unter den Würzburger Domherren findet. Sie waren auch erste Besitzer des naheliegenden Baumgartshofes und residierten später als Vögte des Chorherrenstiftes Triefenstein in der Burg Homburg am Main.

## Beschreibung

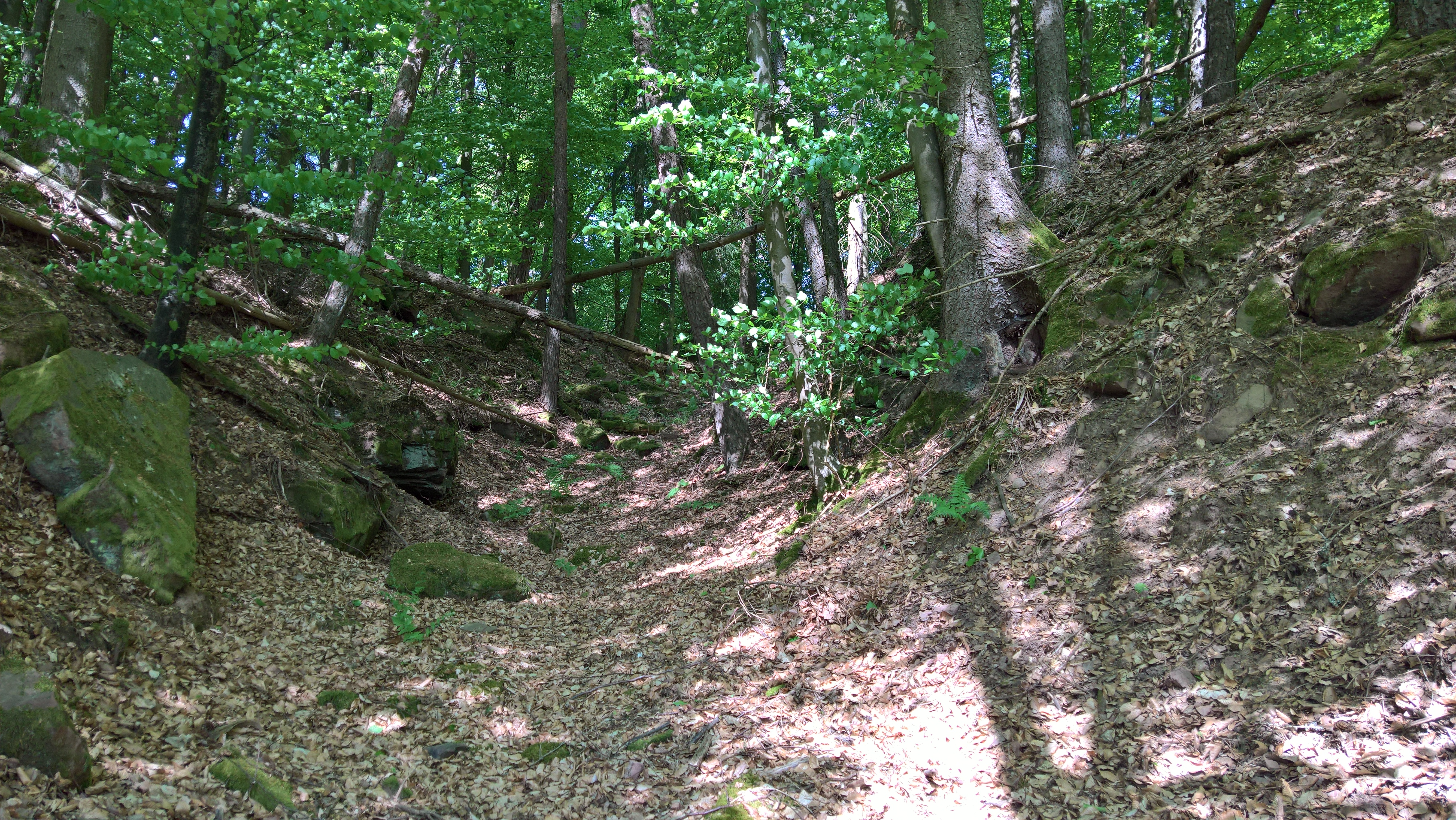
Halsgraben im Westen
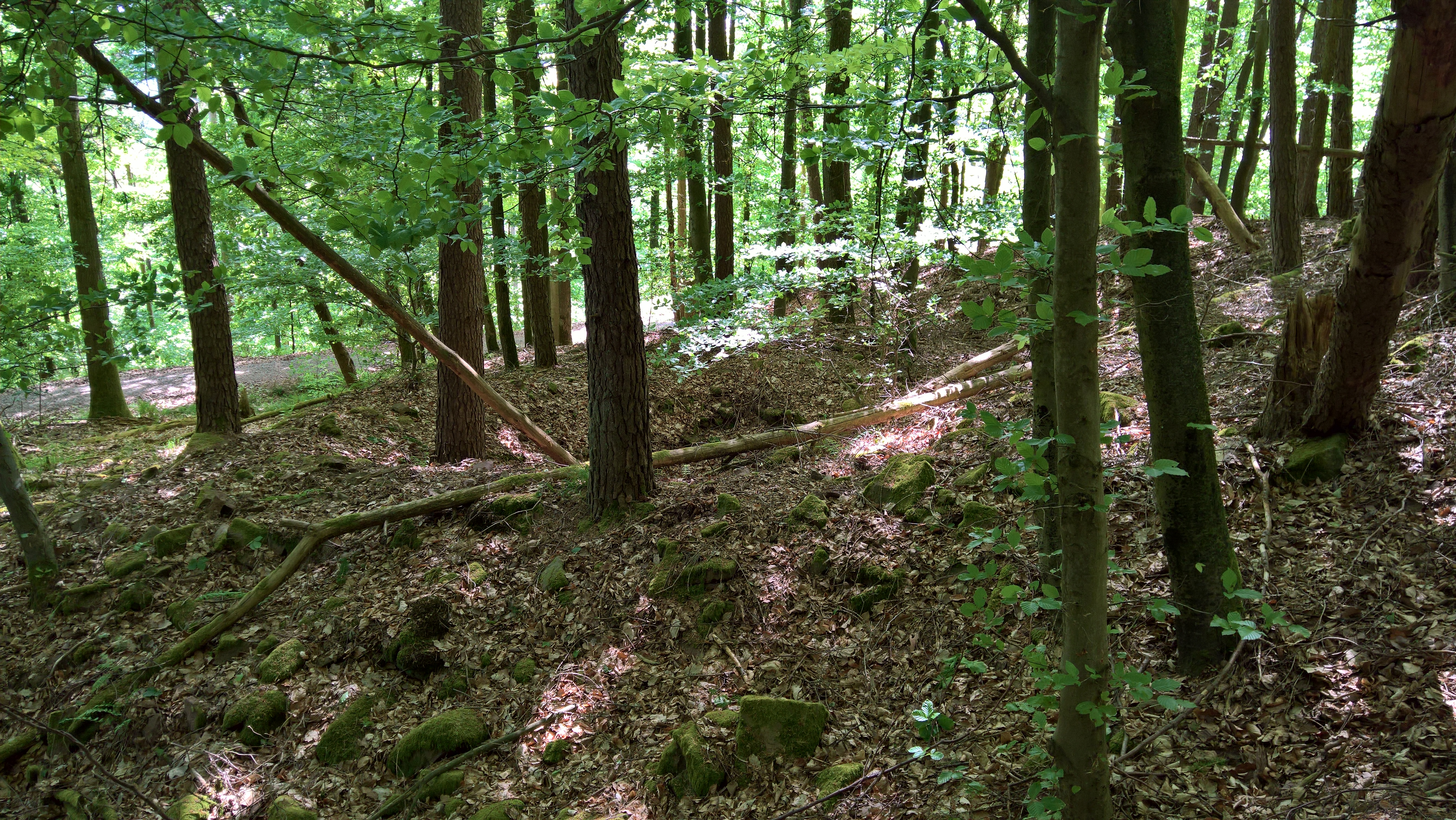
Gebäuderest (vermutlich Bergfried) mit Steinwall und Grube
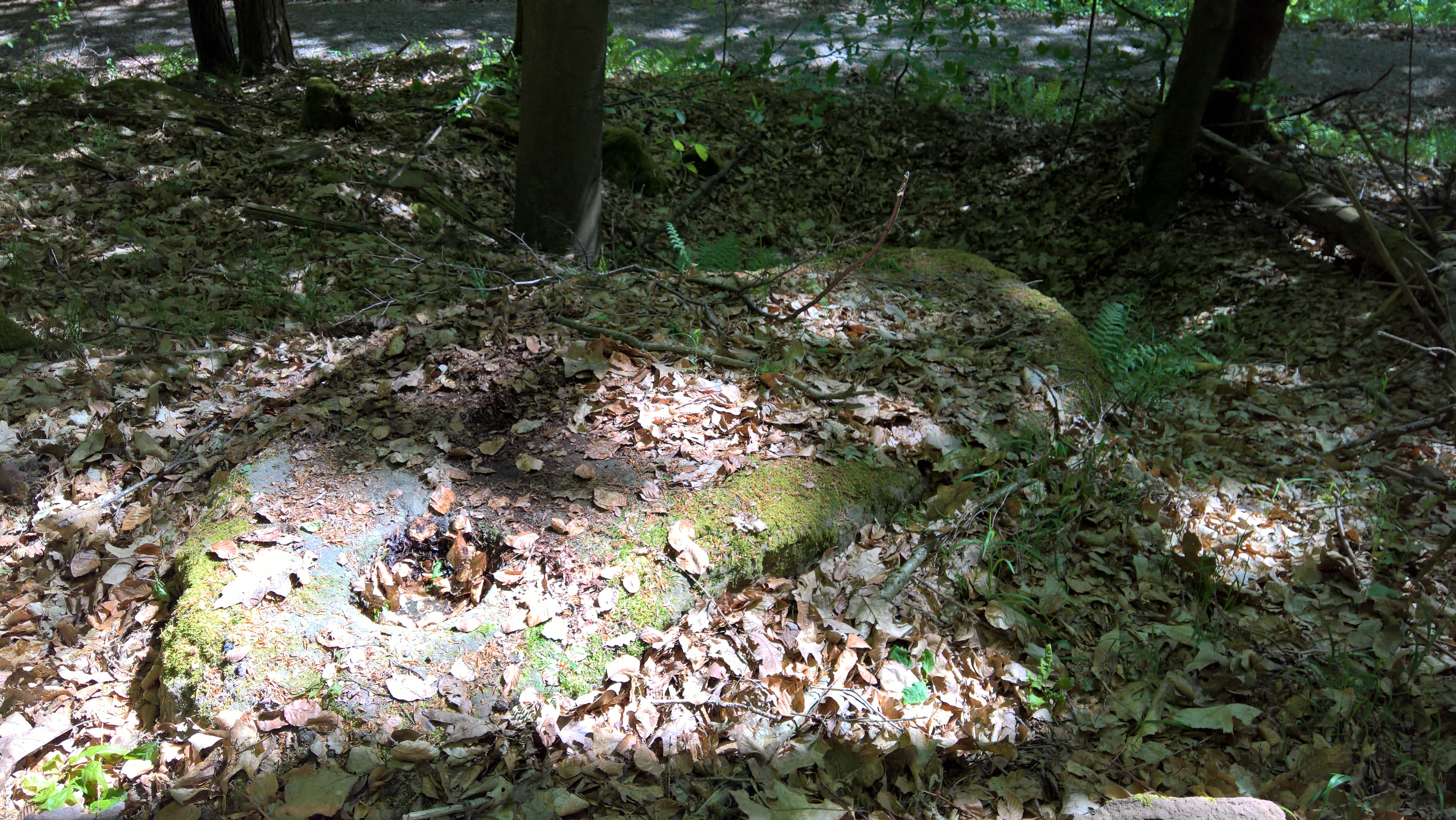
Sandsteinblock mit künstlicher Vertiefung vor Grube (Keller)
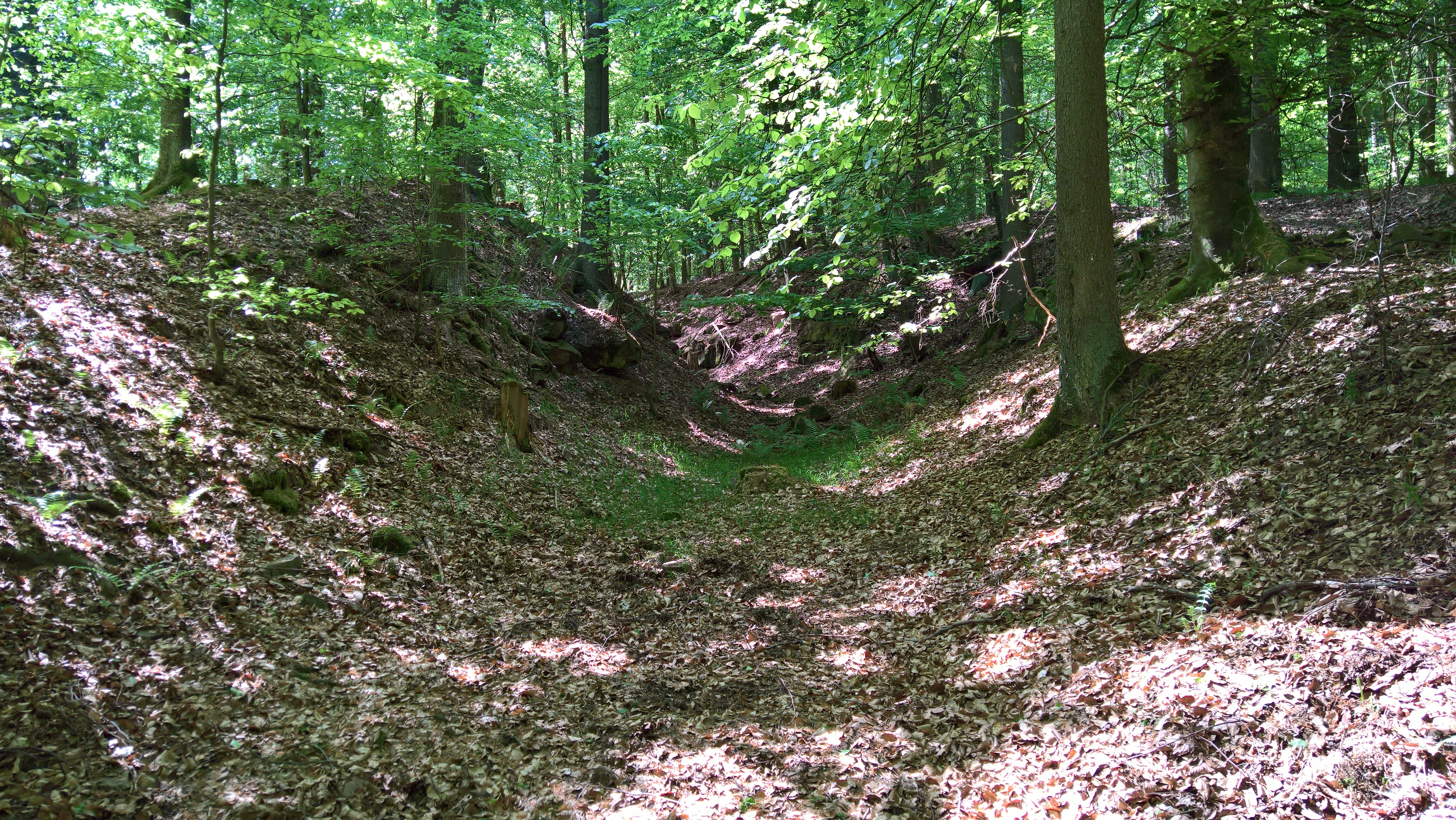
Halsgraben im Osten

Die Burgreste am südlichen Ende des Rehberges sind durch einen kreisförmigen tiefen Halsgraben gegen den Rehberg abgeteilt. Zur steilen Hangseite verläuft der Graben als terrassenförmiger Weg in ähnlicher Breite. Eine innere Wehrmauer kann angenommen werden, da große, nicht natürliche, Sandsteinblöcke als Versturz im Graben bzw. vor der Terrasse am Hang liegen. Die Umwehrung hat eine Länge von etwa 270 m, womit der Burgstall eine Fläche von etwa 5800 m² einnimmt. Nördlich zur Bergseite, nur wenige Meter vom Halsgraben entfernt, sind die Überreste eines nahezu quadratischen Gebäudes von ca. 8 m Seitenlänge am Schutt und am Kellerrest eindeutig auszumachen. Wenige Meter tiefer findet sich eine ebene Plattform mit einer Vertiefung. Davor liegt eine ebene Sandsteinplatte, die an einem Ende eine zylinderförmige kreisförmige Vertiefung von etwa 25 cm Durchmesser und 15 cm Tiefe künstlichen Ursprungs aufweist.
Der Burgstall ist durch einen neuzeitlichen Weg (Schotterstraße) stark gestört, der den Burgstall etwa mittig in einem Bogen schneidet. Der südliche hangseitige Teil weist keine oberirdisch sichtbaren Reste mehr auf.
Am südlichsten Teil geht ein noch sichtbarer aber nicht mehr genutzter breiterer Weg in langgezogenen Serpentinen ins Haslochtal und mündet nahe der sogenannten Holländerbrücke am einmündenden Klingenbach oberhalb der Nickelsmühle an die heutige Fahrstraße ins obere Haslochtal zur Schreckemühle.
Archäologische Ausgrabungen am Burgstall fanden bisher noch nicht statt.